# Fisterra

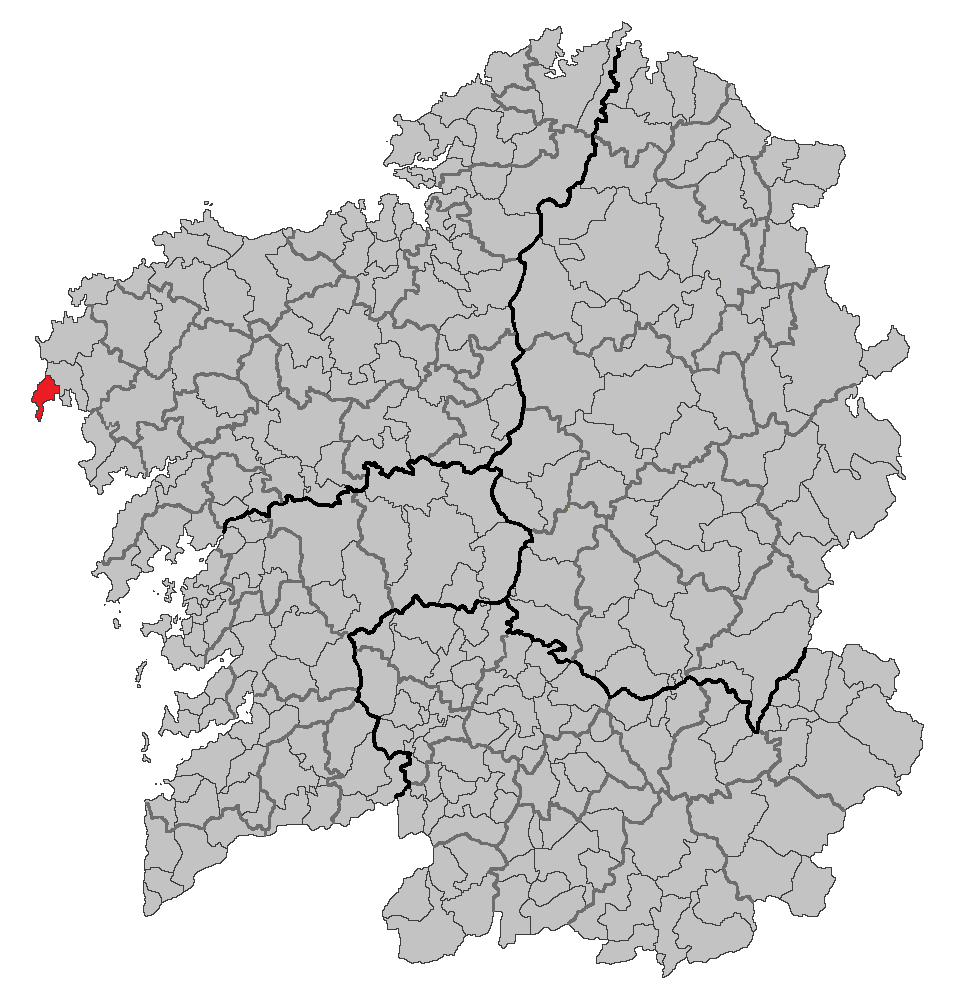
Localització

Fisterra és un municipi costaner de la província de la Corunya, a Galícia. Pertany a la comarca de Fisterra.
Al municipi s'hi troba el cap Fisterra, que antigament era considerat el punt més occidental del món conegut. El seu nom deriva del llatí finis terrae (la fi de la Terra).
Es considera el punt final del camí de Sant Jaume.
| 4.708 | 4.994 | 4.838 | 5.322 | 5.093 |
| Fonts: INE i IGE (Els criteris de registre censal variaren i les dades de l'INE i de l'IGE poden no coincidir.) |       |       |       |       |

## Parròquies
- Duio (San Vicenzo)
- Fisterra (Santa María)
- San Martiño de Duio (San Martiño)
- Sardiñeiro (San Xoán)

## Galeria d'imatges

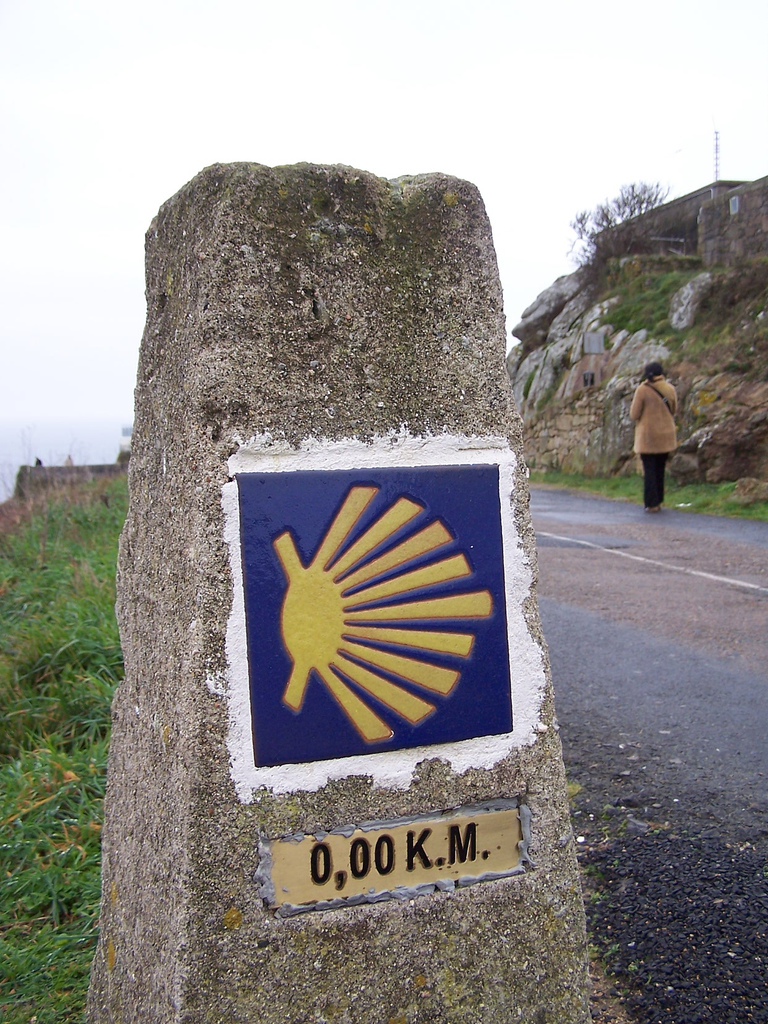
Senyal del Camí de Sant Jaume
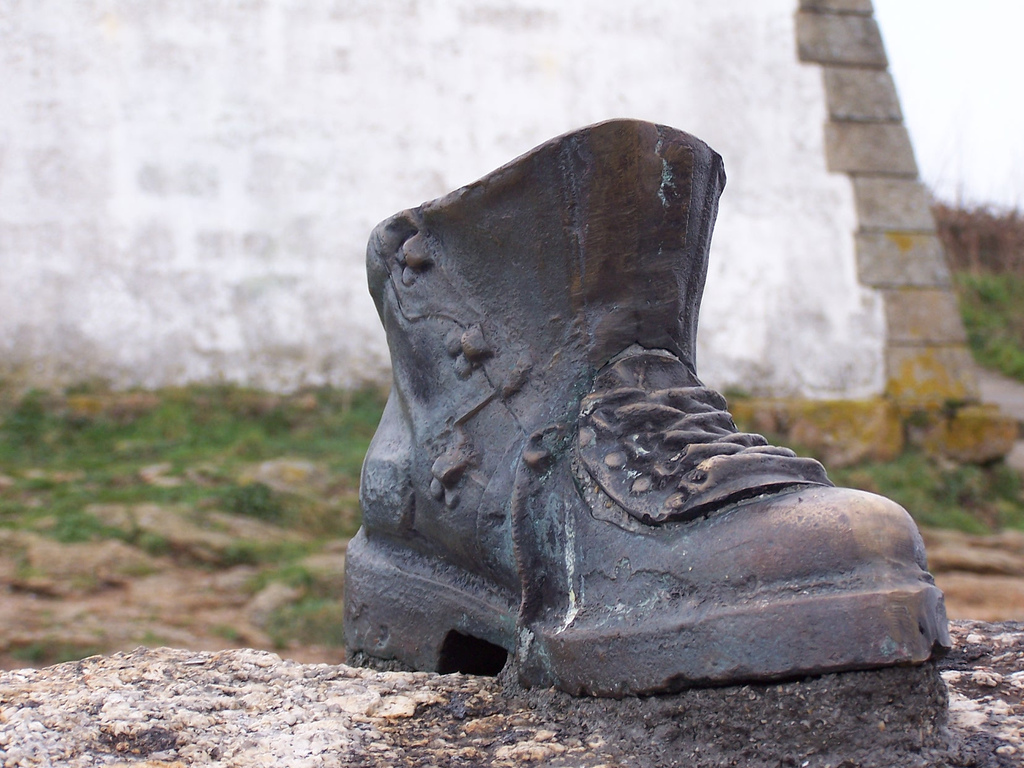
Bota del pelegrí
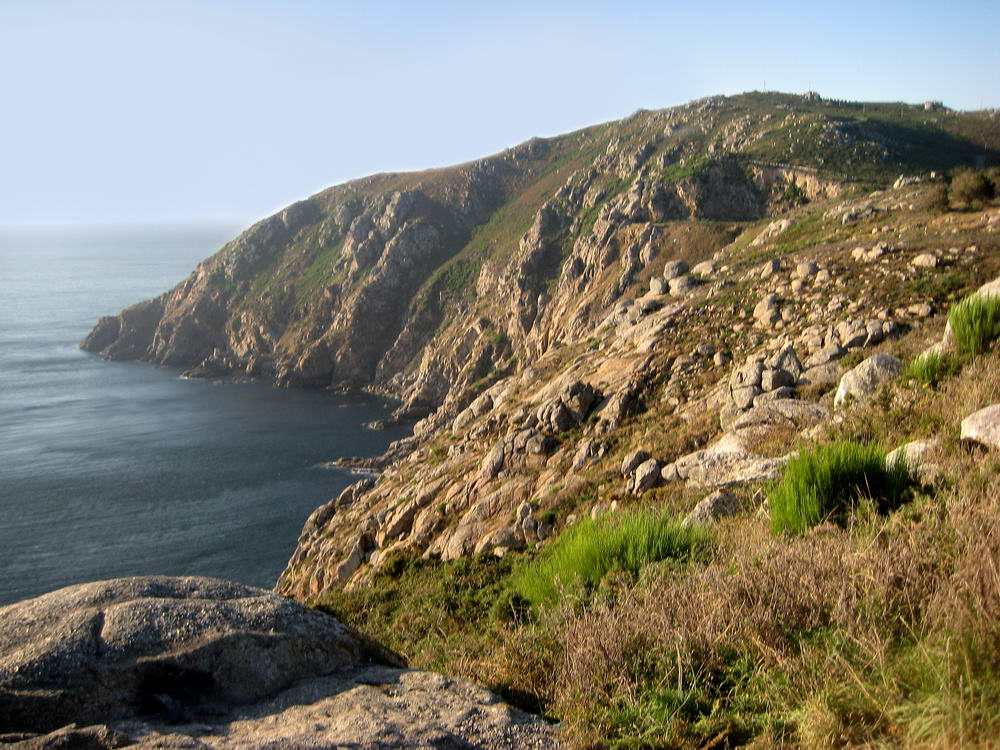
Vista des del cap